# Charles River Laboratories
Charles River Laboratories ist ein US-amerikanisches Unternehmen, das Forschungs- und Analytikdienstleistungen für Pharmazieunternehmen und Forschungseinrichtungen anbietet.
Das Unternehmen analysiert Grundstoffe der Pharmakaherstellung hinsichtlich möglicher Verunreinigungen, bietet klinische Labordienstleistungen an und erbringt weitere Dienstleistungen zur Unterstützung pharmazeutischer Forschungsarbeit bei seinen Kunden. Ein wichtiges Geschäftsfeld von Charles River ist die Aufzucht von Modellorganismen wie Mäusen, Ratten und Hamstern für die Durchführung von Tierversuchen. Nach Angaben des Unternehmens war Charles River in die Entwicklung von 85 % aller Arzneimittel eingebunden, die 2019 durch die FDA zugelassen wurden.
Das Unternehmen wurde 1947 durch den Veterinärmediziner Henry Foster in Boston gegründet und nach dem nahen Fluss Charles River benannt. Mit 1000 gekauften Rattenkäfigen begann Henry Foster die Zucht von Versuchstieren für lokale Forschungseinrichtungen. Im Jahr 1966 eröffnete Charles River Laboratories mit einer Zuchteinrichtung in Frankreich seinen ersten Auslandsstandort. Nach der Mondlandung 1969 wurden speziell gezüchtete Mäuse des Unternehmens, die unter der Handelsmarke „Astromice“ vertrieben wurden, zu den ersten Tieren, die gezielt mitgebrachtem Mondstaub zu Versuchszwecken ausgesetzt wurden. Das Unternehmen wurde 1984 an Bausch & Lomb verkauft, Unternehmensgründer Henry Foster verblieb jedoch in der Position der Geschäftsführung. Im Jahr 1997 wurde Charles River durch die Gründerfamilie zurückgekauft und drei Jahre später, im Jahr 2000, an die Börse gebracht.